# Calliandra antioquiae
Calliandra antioquiae är en ärtväxtart som beskrevs av Rupert Charles Barneby. Calliandra antioquiae ingår i släktet Calliandra och familjen ärtväxter. Inga underarter finns listade i Catalogue of Life.